# Дмитриевский сельсовет (Уфимский район)
Дмитриевский сельсовет — муниципальное образование в Уфимском районе Башкортостана.
Административный центр — село Дмитриевка.

## История
Согласно Закону о границах, статусе и административных центрах муниципальных образований в Республике Башкортостан имеет статус сельского поселения.
Закон Республики Башкортостан от 17 декабря 2004 г. № 125-з «Об изменениях в административно-территориальном устройстве Республики Башкортостан, изменениях границ и преобразованиях муниципальных образований в Республике Башкортостан» гласит:
Статья 1. «Изменения в административно-территориальном устройстве Республики Башкортостан», п.п. 54, 58:

54. Изменить границы следующих сельсоветов Уфимского района, Уфимского района, города Уфы, следующих территориальных единиц города Уфы согласно представленной схематической карте, передав часть территорий территориальных единиц города Уфы в состав территорий сельсоветов Уфимского района:
- 53 га Ленинского района города Уфы в состав территории Дмитриевского сельсовета Уфимского района;
- 79 га Ленинского района города Уфы в состав территории Николаевского сельсовета Уфимского района;
- 21 га Ленинского района города Уфы в состав территории Шемякского сельсовета Уфимского района;
- 100 га Ленинского района города Уфы в состав территории Кармасанского сельсовета Уфимского района;
- 43 га Ленинского района города Уфы в состав территории Миловского сельсовета Уфимского района;

58. Изменить границы Дмитриевского и Николаевского сельсоветов Уфимского района согласно представленной схематической карте, передав часть территории площадью 1119 га Дмитриевского сельсовета в состав территории Николаевского сельсовета.

## Население
| 2002  | 2009  | 2010  | 2012  | 2013  | 2014  | 2015  |
| ----- | ----- | ----- | ----- | ----- | ----- | ----- |
| 6196  | ↗6832 | ↗7127 | ↗7391 | ↗7634 | ↗7817 | ↗8082 |
| 2016  | 2017  | 2018  |       |       |       |       |
| ↗8253 | ↗8375 | ↗8501 |       |       |       |       |

## Состав сельского поселения
| № | Населённый пункт | Тип населённого пункта       | Население |
| - | ---------------- | ---------------------------- | --------- |
| 1 | Дмитриевка       | село, административный центр | ↗5072     |
| 2 | Подымалово       | деревня                      | ↗1601     |
| 3 | Волково          | деревня                      | ↘707      |
| 4 | Ягодная Поляна   | деревня                      | ↘417      |
| 5 | Ясный            | деревня                      | ↗51       |

## Известные уроженцы
- Якупов, Валиулла Махмутович (4 сентября 1963 — 19 июля 2012) — российский религиозный и общественный деятель, мусульманский богослов, имам[18][19].